# Liste des seigneurs de Derval
Dès le XIe siècle, les seigneurs de Derval édifient le château de Derval

## Historique
Le fief ainsi que le château de Derval est tenu chronologiquement par les seigneurs de Derval (XIe et XIIe siècles), les seigneurs de Rougé (par mariage, en 1275, d'Olivier III de Rougé et d'Agnès de Derval), de Châteaugiron (ils ont pris ce nom vers 1352), de  Malestroit, Raguenel. 
La baronnie passe à la Maison de Rieux (en 1482), à la Famille de Laval (à la suite du mariage de Françoise de Rieux et François de Laval-Châteaubriant, baron de Châteaubriant), puis à celle des Montmorency-Condé (par mariage de Charlotte Marguerite de Montmorency et de Henri II de Bourbon-Condé : donation en 1539 de Jean de Laval-Châteaubriant au connétable Anne de Montmorency).

## SeigneursdeDerval

### Maison de Derval[1]
- Noël, seigneur de Derval,
marié à Marie de Rostrenen, dont :
Agnès de Derval (née en 1180), dame de la Gaudinaye en Ploërmel,
mariée avec Eudes (vers 1160 + après 1207), seigneur de Coëtlogon et du Gué de l'Isle en Plumieux, ca 1160-1207/,
Bonabes Ier,

- Bonabes Ier[2] (attesté en 1183), seigneur de Derval,
marié à Eustaice, dont :

- Guillaume Ier, seigneur de Derval. Il participe en 1203 aux États de Bretagne réunis à Vannes en vue des représailles de la mort du prince Arthur Ier, et il est, en 1212, témoin au contrat de mariage d'André III, baron de Vitré, avec Catherine de Thouars dame d'Aubigné, fille de Guy de Thouars, duc de Bretagne[3],

- Guillaume II, seigneur de Derval, fils du précédent. Il approuva en 1225 la fondation de l'abbaye de Saint-Aubin-du-Cormier[4].
marié à Anne de Rostrenen, veuve de Alain, sire de Rochefort, dont :
Guillaume III,
Méen ou Main. En 1234, en compagnie de son frère Guillaume III, il fut présent à un accord passé entre le prieur de Donges et certains juifs de Guérande[5],
marié à Marquise, avec laquelle il vivait en 1241,

- Guillaume III, seigneur de Derval. Avec sa femme, ils firent en 1239 une donation au prieuré de Saint-Martin de Josselin[6]. En 1270, il ratifia une donation faite à l'abbaye de Melleray par son aïeul Guillaume Ier[7].
marié à Aliénor, fille de Geoffroy VI, baron de Châteaubriant, dont :

Armes de la Maison de Derval : De gueules, à deux fasces d'argent. Sceau de Bonabes II de Derval : S. BONABII DE DERVAL MILIT

- Bonabes II, seigneur de Derval. En 1285, il accompagna en Aragon le comte de Richemont. Il désigna comme héritier de sa seigneurie de Derval son petit-fils Guillaume sire de Rougé,
enfants :
Guillaume IV, seigneur de Derval,
Bonabes III ( + 4 août 1325). Ce chevalier fut inhumé dans la chapelle priorale de Saint-Denis, près du château de Derval. On voyait encore naguère en cette chapelle abandonnée la tombe du dernier chevalier de la maison de Derval. Cette tombe présente l'inscription suivante :

Cy gist Bonabes de Derval, fils de monsour Bonabes jadis seignour de Derval, qui trespassa le quart jour d'aoust, l'an de grâce MCCCXXV.
Priez pour l'asme de li, que Diex bonne merci li face.
Selon une charte controversée, Arthur II aurait reconnu en 1302, les sires de Derval comme issus d'un puîné de la Maison de Bretagne et ayant droit d'écarteler leurs armes de celles des princes bretons.
- Guillaume IV ( + 1275), seigneur de Derval,
marié à Anne, fille de Thibault Ier, sire de Rochefort, dont :
Agnès (vers 1250 † avril 1275),
mariée à Olivier III de Rougé (vers 1230 † 1294), 7e seigneur de Rougé, 3e seigneur de la Motte-Glain (1226), seigneur de La Motte-du-Theil, seigneur de Derval (1275), du Bouays, et de Riaillé, dont :
Guillaume Ier, 8e seigneur de Rougé et de Derval,
Jean Ier de Rougé, 4e seigneur de la Motte-Glain,
Egaré de Rougé,
filiation supposée : Ne[10] de Rougé,
enfants :
Ne de Rougé,
enfants :
Véron de Rougé, seigneur du Bouays, écuyer en 1351 sur la bannière de Bonabes IV de Rougé et de Derval,
enfants :
Jamet de Rougé, seigneur du Bouays et d'Auverné,
enfants :
Le Gallois de Rougé, seigneur du Bouays, chevalier, gouverneur de Saint-Malo, d'Auray et d'Ingrandes, conseiller et chambellan du duc de Bretagne, châtelain du château royal de Verdun, en la sénéchaussée de Toulouse (1446), ambassadeur pour le roi de France auprès du duc de Modène (1460), 
Bonabes, décédé avant sa sœur,

### Famille de Rougé
- Guillaume Ier, (vers 1270 † 18 juin 1347 à la Bataille de la Roche-Derrien), 8e seigneur de Rougé de Derval et de La Roche d'Iré,
marié vers 1288 Jeanne ou "Eustasie"  de Neuville  (vers 1264 † vers 1316), dame de La Roche d'Iré, dont :
Bonabes III de Rougé (vers 1290 † 1338),
Jean Ier de Rougé-Derval, 9e seigneur de Rougé
marié vers 1318 à Macée de la Haye, dont :
Marguerite de Rougé (née vers 1320), dame de Jasson,
mariée en 1339 à Olivier II de Tournemine ( †  20 juin 1347 à la Bataille de la Roche-Derrien), seigneur de La Hunaudaye,
mariée à Jean, seigneur de Coëtquen ( † vers 1364 en Angleterre),

- Bonabes III de Rougé (vers 1290 † 1338), seigneur de Derval,
marié en décembre 1329 à Jeanne de Maillé, sans postérité, Bonabes III de Rougé embrassa le parti de Charles de Blois, allié du Roi de France, pendant la guerre de Succession de Bretagne. Pour s'en venger le duc Jean de Montfort confisqua le château de Derval.

### Occupationanglaise
Jean IV de Bretagne, devenu duc de Bretagne, fait don du territoire de Derval à son allié Robert Knolles, chef des troupes anglaises, qui conserve cette place jusqu'en 1380. Le château est alors flanqué de neuf tours et défendu par une double enceinte.
- Robert Knolles, (1325 † 1407),

Armes de Robert Knolles : De gueules au chevron d'argent chargé de trois roses de gueules

Après la franche défaite du 4 décembre 1370, infligée par du Guesclin, à Pontvallain, Knolles retourne alors en Bretagne où il fait face à une mutinerie de certains de ses hommes, fatigués de se battre pour un maigre butin. Il abandonne alors la partie et se réfugie dans son château de Derval que lui a offert Jean IV, qui l'avait lui-même pris de force à la Maison de Rougé.
Dès 1373, Knolles est assiégé par Bertrand Duguesclin.
Robert Knolles est obligé de rendre le château de Derval en 1380 à Jean III de Rougé-Derval, en échange duquel le duc Jean IV donne au capitaine anglais une rente de 2 000 Livres.

#### Seigneurs(en titre) de laFamille de Rougé

les hermines vinrent s'écarteler lorsque Jean III, duc de Bretagne, le prescrivit à Jean II, sire de Rougé-Derval, en 1332.

- Jean Ier de Rougé-Derval (vers 1290 † 20 juin 1347 à la Bataille de la Roche-Derrien), 9e seigneur de Rougé, seigneur de Derval, de Grez-Neuville, de La Cornouaille, et de La Roche d'Iré,
marié en 1326 à Jeanne de Léon (vers 1307 † avant 1340), dame de Châteauneuf-en-Thymerais, dont :

Armes de Bonabes IV telles qu'elles sont représentées dans l'Armorial de Gelre.

Jean II de Rougé-Derval (appelé dans les textes "Derval"), ( † 20 juin 1347 à la Bataille de la Roche-Derrien), sans postérité,
Bonabes IV de Rougé et de Derval, 10e seigneur de Rougé,
Marie de Rougé (née vers 1335), mariée à Guillaume de Goulaine (vers 1340 † après 1363),

- Jean II de Rougé-Derval (appelé dans les textes "Derval"), ( † 20 juin 1347 à la Bataille de la Roche-Derrien), sans postérité,

- Bonabes IV de Rougé et de Derval (vers 1328 † 1377 inhumé à l'abbaye de La Meilleraye-de-Bretagne), 10e seigneur de Rougé, seigneur de Derval, et de La Cornouaille-en-Anjou (du chef de sa grand-mère paternelle), châtelain de Pontcallec, gouverneur du Pays de la Mée et de Redon (1352),
marié vers 1339 Jeanne du Bueil ou de L'Isle-Bouchard (née vers 1320), dame de Saint-Mars-la-Pile, dont :
Jean III de Rougé-Derval (né vers 1345), seigneur de Derval, et de La Roche d'Iré,
Guillaume II de Rougé, 11e seigneur de Rougé,
Huette de Rougé,
mariée en 1353 à Brisegaud d'Usages,
Mahaut de Rougé,
mariée à Brient de La Haye,
Marguerite de Rougé,
mariée à Foulques de Chazé,
Jeanne de Rougé (vers 1345 † 20 octobre 1379, inhumée à l'abbaye de La Meilleraye-de-Bretagne),
mariée à Jean de Cuillé (vers 1315 † avant 1353), seigneur de Bourmont, sans postérité, puis,
mariée en 1353 à Geoffroy de La Tour-Landry,

### Famille de Rougé
- Jean III de Rougé-Derval (né vers 1345), seigneur de Derval, et de La Roche d'Iré, sans postérité,

- Guillaume ou Galhot ou Gallehaut II de Rougé ( †  entre 1392 et 1398), 11e seigneur de Rougé, seigneur de Derval, de Cinq-Mars-la-Pile, de La Roche d'Iré, de Neuville, vicomte de La Guerche, chevalier banneret,
marié à Marguerite de Beaumanoir ( † 1389), fille de  Jean de Beaumanoir, Maréchal de Bretagne, dont :
Jean IV de Rougé ( † 8 février 1415, inhumé à l'église de Derval), 12e seigneur de Rougé,
Jeanne de Rougé ( † août 1413), dame de Derval,
mariée en 1408 à Armel II, dit "Patri" ( † 1414), baron de Châteaugiron, seigneur de Saint-Jean, grand chambellan et Maréchal de Bretagne, dont :
Patry III de Châteaugiron,
Valence de Châteaugiron,
Olive de Rougé ( † 1418), de La Roche d'Iré,
mariée avant 1400 à Tristan ou "Jean" du Perrier (1380 † 1437), seigneur de Quintin,
Henri de Rougé,

- Jean IV de Rougé ( † 8 février 1415, inhumé à l'église de Derval), 12e seigneur de Rougé, seigneur de Derval, de Cinq-Mars-la-Pile, de La Roche d'Iré, de Neuville, de La Cornouaille-en-Anjou, vicomte de La Guerche,
marié à Béatrice, fille de Jean II de Rieux, maréchal de France, sans postérité,

### Maison de Châteaugiron
La seigneurie de Derval passe par alliance, en 1427, dans la Maison de Châteaugiron.
- Patry III de Châteaugiron ( † 27 avril 1427 - siège de Pontorson, Mont-Saint-Michel), seigneur de Châteaugiron, qui succéda à toutes les seigneuries de son oncle, et devint ainsi sire de Derval, grand chambellan de Bretagne, fils de Jeanne de Rougé ( † août 1413), dame de Derval et Armel II de Châteaugiron ( † 1414), seigneur de Saint-Jean, grand chambellan et Maréchal de Bretagne,
marié à Louise, dame de Léon, petite-fille de Jean Ier de Rohan, puis,
remarié, dont :
Marguerite de Châteaugiron,
mariée en juin 1384 à Guillaume II de Sévigné,

- Valence de Châteaugiron ( † 1435 - Sainte-Croix de Châteaugiron), héritière de Châteaugiron, de Rougé, et de Derval, sœur du précédent,
mariée à Geoffroy de Châteaugiron, dit de Malestroit ( † 1463[12]), seigneur de Combourg, seigneur de Châteaugiron, dont :
Jean de Châteaugiron, héritier de Rougé, et de Derval,
Gillette,
mariée à Jean IV Raguenel dit "Monsieur de Malestroit" ou "le maréchal de Malestroit" ou "le Puisné", vicomte de la Bellière (1436), seigneur de Chastel-Oger, de Beaumont, de Cramoul, de la Couppuaye, du Corroüet et de Villequenio (1436), baron de Malestroit (1451), dont :
Françoise Raguenel ( † 1481), dame de Malestroit (1481),
mariée en 1461 (contrat du 1er mars 1462), à Jean IV (27 juin 1447 † 9 février 1518), 18e seigneur de Rieux, baron de Malestroit et d'Ancenis, seigneur de Cranhac, de Rochefort, comte d'Aumale, comte d'Harcourt (en Normandie), vicomte de Donges, seigneur de Couëron, de Largouët, de Châteaugiron, de Derval, de La Bellière et 13e seigneur de Rougé, régent[13] et  Maréchal de Bretagne, Lieutenant-général du roi en Bretagne, dont :
Françoise de Rieux ( † 30 octobre 1532), dame de Malestroit, de Largouët, de Derval, et de Rougé, de Châteaugiron,
mariée le 31 août 1482 à François de Laval-Châteaubriant (1464 † 15 janvier 1503), Baron de Châteaubriant,
Jeanne Raguenel, vicomtesse de La Bellière, dame de Combourg, du Corroüet, de La Villequenio et de Renac,
mariée en 1462 à Tanneguy IV du Chastel ( + 1477), vicomte de La Bellière, seigneur de Renac et du Bois-Raoul,
Marguerite[14] († après 1474), dame de La Muce.

### Maison de Châteaugirondite de Malestroit
- Jean de Châteaugiron ( + 1482 - inhumé en l'abbaye de la Vieuville), héritier de Rougé, et de Derval, prit le nom de Jean de Derval en devenant sire de Derval en 1435.
- Le 19 mai 1451, Derval est effectivement érigé en baronnie par le duc Pierre II en sa faveur.

## BaronsdeDerval

### Maison de Châteaugirondite de Malestroit
- Jean de Châteaugiron ( + 1482 - inhumé en l'Abbaye Notre-Dame de la Vieuville à Epiniac. héritier de Rougé, et baron de Derval,
- marié à Hélène de Laval ( + 1500 - inhumée en l'Abbaye Notre-Dame de la Vieuville à Epiniac[15]), fille de Guy XIV, comte de Laval, sans postérité,
Fils naturel : Georges de Derval, auteur de la famille de ce nom qui subsiste encore,

### Maison de Rieux

Armes de la Maison de Rieux : D'azur à dix besants d'or posés 4, 3, 2, 1.

- Françoise de Rieux ( † 30 octobre 1532), Baronne de Malestroit, dame de Largoët, Baronne de Derval, et dame de Rougé, et de Châteaugiron, petite-nièce du précédent,
mariée le 31 août 1482 à François de Laval-Châteaubriant (1464 † 15 janvier 1503), Baron de Châteaubriant, seigneur de Montafilan, de Candé, de Chanceaux, de Vioreau, seigneur de Montasilant, seigneur de Beaumanoir, dont :
Pierre, seigneur de Montasilant et de Beaumanoir, et
Jean

### Maison de Montfort-Laval
- Jean de Laval (1486 † 1543), fils des précédent, Baron de Châteaubriant et Baron de Derval, seigneur de Rougé, et de Châteaugiron, de Candé, de Chanceaux, de Vioreau. Il est gouverneur de Bretagne de 1531 à 1543.
marié en 1509 à Françoise de Foix ( † 16 octobre 1537), l’une des favorites de François Ier, dont :
Un unique enfant, une fille, prénommée Anne, née en 1508 et morte à l’âge de 13 ans.

À partir de 1532, Derval suivit la fortune de Châteaubriant et fit partie de la donation faite en 1539 par Jean de Laval, baron de Châteaubriant, sans enfant, au connétable Anne de Montmorency.

### Maison de Montmorency
En avril 1554 le connétable de Montmorency obtint du roi l'union de la seigneurie de Derval à la baronnie de Châteaubriant. Dès lors, il n'y eut plus de baron de Derval, mais la terre seigneuriale de ce nom demeura la propriété des ducs de Montmorency, puis des princes de Condé, successivement barons de Châteaubriant. 
En 1560, trois châtellenies voisines se trouvaient annexées à la baronnie de Derval : Guémené, Jans et Anguignac. Elles relevaient alors du roi et du Présidial de Nantes, et s'étendait en treize paroisses : Derval, Saint-Aubin-des-Châteaux, Saint-Vincent-des-Landes, Jans, Treffieux, Abbaretz, Conquereuil, Guémené, Avessac, Lusanger, Louisfert, Besné et Saint-Nicolas-de-Redon. Une quatrième petite châtellenie, celle de Beauregard, faisait aussi partie de la baronnie de Derval, mais elle relevait de la Roche-en-Nort.
- Anne de Montmorency (1492 † 1567), duc de Montmorency, comte de Dammartin, Baron de Châteaubriant et Baron de Derval (jusqu'en 1554), duc et pair de France, maréchal puis Grand maître de France et connétable.

- François de Montmorency (1530 † 1579), fils du précédent, "premier baron de France", duc de Montmorency, comte de Dammartin, comte de Beaumont-sur-Oise, vicomte de Melun, vicomte de Montreuil, baron de Preaux, seigneur de Feuillarde, de Château-Baffot, de Tavernay, d'Espinay, de Saint-Brice, de Groley, de Damville, de Bonneval, de Bernaval, de Chaumont-en-Vexin, de Saint-Leu, de Chantilly, de Conflans-Sainte-Honorine, de Montjoy et, de Meru, de Nogent, de Mello, de Vigny, de Maintehay, de Macy, de Villiers-Le-Bel, d'Ossemont, de Compiègne, de Valmondois et de L'Isle-Adam, Baron de Châteaubriant, duc et pair de France, maréchal, Grand maître de France, mort sans postérité.

- Henri Ier de Montmorency (1534 † 1614), frère du précédent, "premier baron de France". Seigneur de Damville à sa naissance, il devient à la mort de son frère duc de Montmorency, comte de Dammartin, et d'Alais, Baron de Châteaubriant, seigneur de Chantilly et d'Écouen et gouverneur du Languedoc à partir de 1563, maréchal de France en 1567, connétable.

Le château est pris, en 1590, par le duc de Mercœur. Henri IV fait démolir le château en 1593.
- Henri II de Montmorency (né en 1595, fils du précédent, exécuté à Toulouse le 30 octobre 1632), fils d’Henri Ier de Montmorency, filleul du roi de France Henri IV, il fut amiral de France à 17 ans, vice-roi de la Nouvelle-France et gouverneur du Languedoc.

Il participa aux guerres contre les protestants, et battit la flotte de Soubise devant La Rochelle en 1625. Maréchal de France en 1630, il intrigua avec Gaston d'Orléans, frère du roi, contre le cardinal de Richelieu. Condamné à mort pour crime de lèse-majesté, il fut exécuté à Toulouse le 30 octobre 1632. Ses biens confisqués passèrent à la maison de Condé.

## Épilogue
Henri II de Montmorency, fut autorisé par lettres patentes du roi datées de 1618 et 1622, à vendre ou afféager certaines parties du domaine de sa baronnie de Derval.
Ce qui restait du château de Derval et le manoir de La Haye appartenaient en 1663 à Jean Barrin, seigneur du Boisgeffroy, qui revendit alors le tout à Henri de La Chapelle, marquis de Fougeray.

## Armorial de la Maison de Derval

Armes de Bonabes II de Derval : De gueules, à deux fasces d'argent.
Armes de Bonabes II de Derval D'argent à deux fasces et un écusson en chef, le tout de gueules.
Armes de Guillaume IV de Derval : De gueules, à deux fasces et une bande brochant sur le tout, le tout d'argent.
Armes de la maison de Derval en 1332

## Sources
- Maison de Derval sur geneweb roglo.eu
- Histoire et Noblesse de Derval sur www.infobretagne.com
- Extrait de la traduction de la notice du tableau "La Marquise de Pezay, la Marquise de Rougé et ses fils", 1787 par Mme Vigée Le Brun. Kimbell Art Museum Exhibition Catalog June 5 - August 8, 1982. L.Bonabes de Rougé : Adrien, Comte de Rougé et Pair de France (1782-1838).
- GRANDES SEIGNEURIES DE HAUTE BRETAGNE (par le Chanoine Guillotin de Corson),
- Généalogie de Carné,

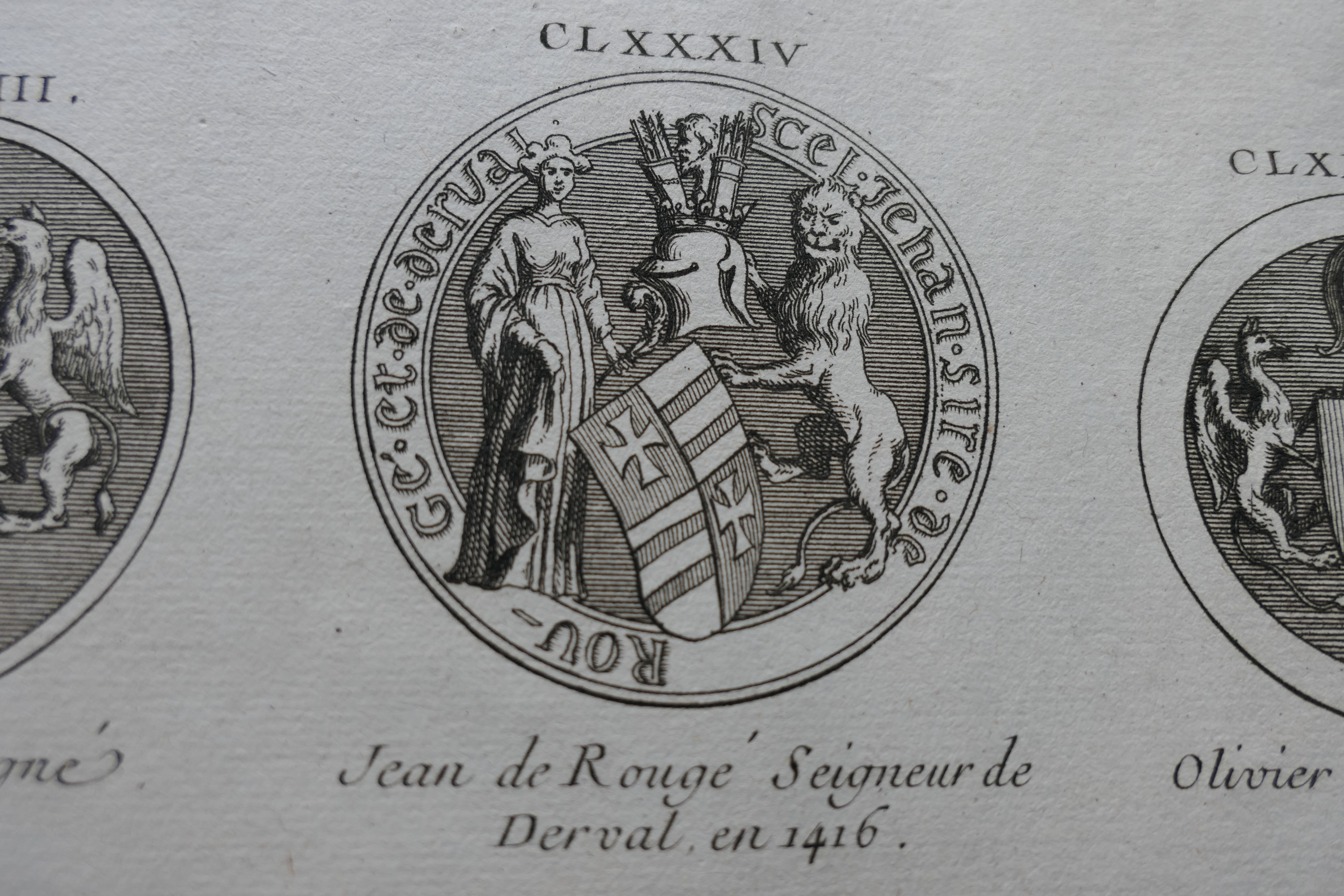
Sceau de Jean IV de Rougé.

- Liste des seigneurs de Rougé sur Geneweb roglo.eu
- Détails sur la baronnie de Derval
- Maison de Châteaugiron sur geneweb roglo.eu